# Sokołówka (Polanica-Zdrój)

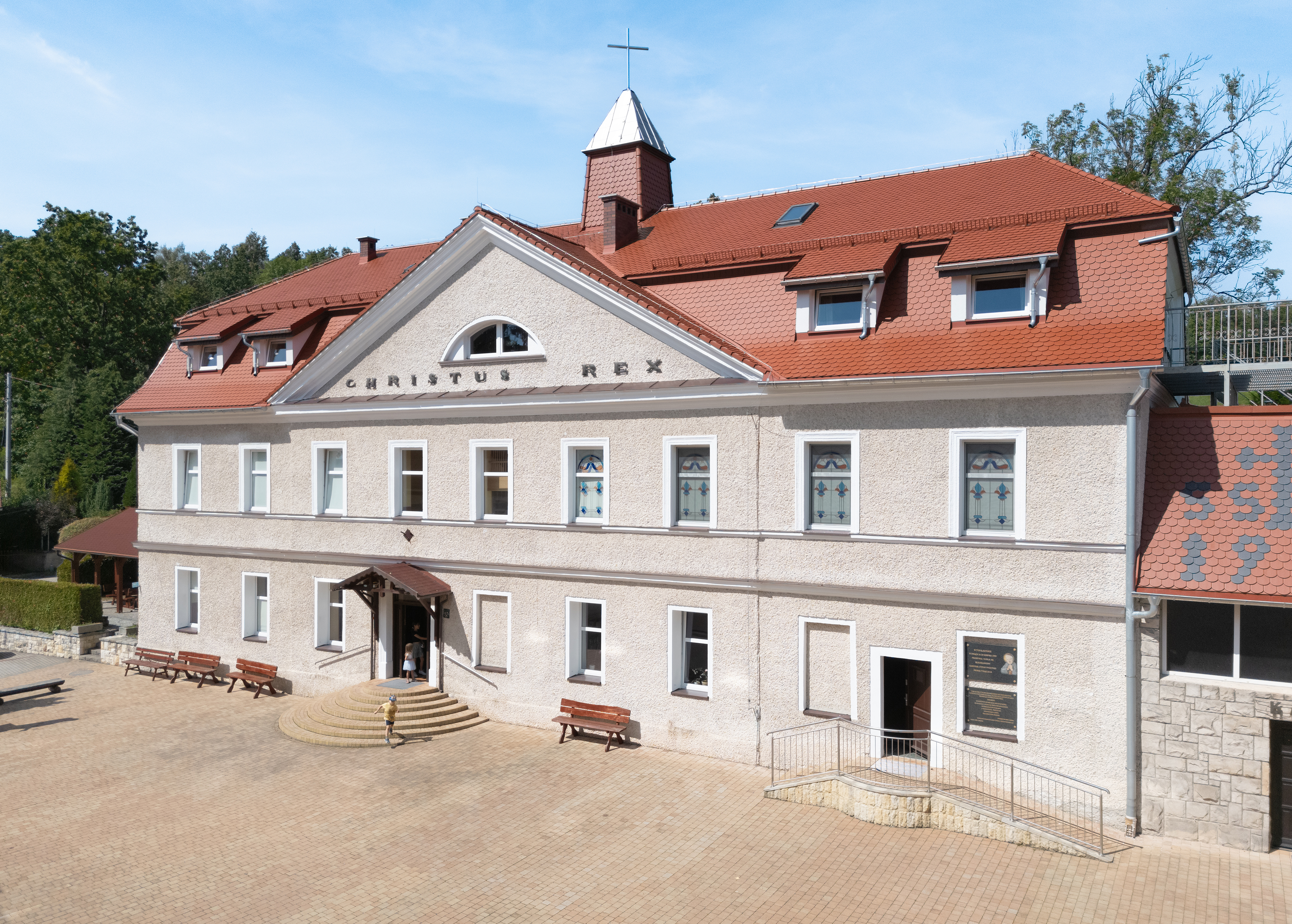
Polanica-Zdrój, das Kloster des weißen heiligen Herzens

Sokołówka (deutsch Falkenhain) ist ein Ortsteil der Stadt Polanica-Zdrój (Bad Altheide) im Powiat Kłodzki in der Woiwodschaft Niederschlesien in Polen.

## Geographie
Sokołówka liegt in den nördlichen Ausläufern des Habelschwerdter Gebirges an einer Nebenstraße, die von der Woiwodschaftsstraße 388 bei Nowy Wielisław (Neuwilmsdorf) abzweigt und nach Pokrzywno (Nesselgrund) führt. Nachbarorte sind Nowy Wielisław im Nordosten, Starkówek (Neubatzdorf) im Südosten und Pokrzywno im Süden. Südwestlich erhebt sich der 704 m hohe Steinberg (polnisch Kamienna).

## Geschichte
Falkenhain wurde 1584 durch den kaiserlichen Mundschenk Friedrich von Falkenhain gegründet, dem bereits das benachbarte Heyde und weitere Dorfschaften im Glatzer Land gehörten. Es war zur Pfarrei Altwilmsdorf gewidmet. Nach dem Ersten Schlesischen Krieg 1742 und endgültig mit dem Hubertusburger Frieden 1763 fiel es zusammen mit der Grafschaft Glatz an Preußen. Nach der Neugliederung Preußens gehörte es ab 1815 zur Provinz Schlesien und war ab 1816 dem Landkreis Glatz eingegliedert, mit dem es bis 1945 verbunden blieb. Durch die Nachbarschaft zu Bad Altheide entwickelte sich Falkenhain ab Ende des 19. Jahrhunderts zu einem Erholungsort. Die „Genossenschaft von den hl. Herzen Jesu und Mariä“ errichtete 1927 in Falkenhaus das „Missionshaus Christus Rex“, das als Schule für den Ordensnachwuchs diente und bis heute dem Orden gehört. 1936 wurden die Gemeinden Falkenhain und die Kolonie Neufalkenhain zu einer Landgemeinde verbunden. 1939 wurden 871 Einwohner gezählt.
Als Folge des Zweiten Weltkriegs fiel Falkenhain 1945 wie fast ganz Schlesien an Polen und wurde in Sokołówka umbenannt. Die deutsche Bevölkerung wurde 1945/46 vertrieben. Die neu angesiedelten Bewohner waren zum Teil Heimatvertriebene aus Ostpolen, das an die Sowjetunion gefallen war. Bis 1974 gehörte Sokołówka zur Woiwodschaft Wrocław (Breslau) und anschließend bis 1998 zur Woiwodschaft Wałbrzych (Waldenburg). Wegen der Zunahme der Bevölkerung wurden in den 1990er Jahren in Sokołówka zwei neue Pfarreien errichtet: der obere Teil des Ortsteils gehört kirchlich zu der Pfarrei „Christus König“ (bei Missionshaus „Christus Rex“), der untere zu der Pfarrei „Matki Bożej Królowej Pokoju“ (Muttergottes, Königin des Friedens), die als neue Pfarrkirche erbaut wurde.

## Sehenswürdigkeiten
- In den 1990er Jahren wurde südlich der Bahnlinie die Kirche „Muttergottes, Königin des Friedens“ als moderner Zentralbau erbaut. Der kreisrunde Innenraum wird durch Lichtbänder im Zeltdach beleuchtet.
- Im Museum des Missionshauses „Christus Rex“ werden Sammlungen aus der Mission gezeigt.